# Dynatorhabda cremnocrates
Dynatorhabda cremnocrates är en fjärilsart som beskrevs av Edward Meyrick 1932. Dynatorhabda cremnocrates ingår i släktet Dynatorhabda och familjen vecklare. Inga underarter finns listade i Catalogue of Life.